# Festival des films du monde de Montréal 2012
Le festival des films du monde de Montréal 2012, la 36e édition du festival, s'est déroulé du 23 août au 3 septembre 2012 à Montréal (Canada).

## Jury
- Greta Scacchi, présidente du jury
- Véra Belmont
- Michel Côté
- Kim Dong-ho
- Andrei Plakhov
- Goya Toledo
- Wang Xueqi

## Jury du prix de la première œuvre
- Klaus Eder
- Eddie Muller
- Miroljub Vuckovic

## Compétition mondiale - longs métrages
- Das Wochenende, Allemagne, 2012 de Nina Grosse
- Ende der schonzeit (Closed Season), Allemagne - Israël, 2012 de Franziska Schlotterer — prix du jury œcuménique + Brigitte Hobmeiner a reçu le prix d'interprétation féminine
- Invasion, Allemagne - Autriche, 2012 de Dito Tsintsadze
- Anfang 80, Autriche, 2012 de Sabine Hiebler et Gerhard Ertl — Karl Merkatz a reçu le prix d'interprétation masculine
- Karakara, Canada - Japon, 2012 de Claude Gagnon — prix de l'ouverture sur le monde + prix de la Cinémathèque québécoise pour le long métrage canadien coup de cœur du public
- Wings, Chine, 2011 de Yazhou Yang et Bo Yang
- Cvjetni Trg, Croatie, 2012 de Krsto Papic
- Els nens Salvatges, Espagne, 2011 de Patricia Ferreira
- Miel de Naranhas, Espagne - Portugal, 2011 de Imanol Uribe
- Comme un homme, France, 2012 de Safy Nebbou
- L'innocenza de Clara, Italie, 2012 de Toni d'Angelo
- Dearest (2012) Anatae, Japon, 2012 de Yasuo Furuhata
- Oblawa, Pologne, 2012 de Marcin Krzysztalowicz
- Iskupleniye, Russie, 2012 d'Alexandre Prochkine
- Sanghaj, Slovénie, 2012 de Marko Nabersnik
- Dom över död man, Suède, 2011 de Jan Troell
- Atesin düstügü yer (Où brûle le feu), Turquie, 2012 de Ismail Gunes — Grand prix des Amériques[1]
- Two Jacks, États-Unis, 2012 de Bernard Rose

## Compétition mondiale - courts métrages
- Days of Awe, 2012 / Couleur / 12 min, Rehana Rose Khan (Royaume-Uni)
- La Tiricia o de comó curar la Tristeza (The Doldrums or How to Cure Sadness), 2012 / Couleur / 10 min, Ángeles Cruz (Mexique)
- Las Tardes de Tintico (Les Après-midis de Tintico / Tintico's Afternoons), 2012 / Couleur / 9 min, Alejandro Garcia Caballero (Mexique)
- Le Banquet de la concubine (The Banquet of the Concubine), 2012 / Couleur / 12 min, Hefang Wei (Canada - France)
- Le Petit nuage, 2012 / N/B / 8 min, Renee George (USA)
- MacPherson, 2012 / Couleur / 11 min, Martine Chartrand (Canada) — 1er prix + meilleur court métrage canadien par le public
- Norman Catherine Curriculum Vitae, 2012 / Couleur / 12 min, Paulene Abrey (Afrique du Sud)
- Personne(s) (No Body), 2012 / Couleur / 12 min, Marc Fouchard (France)
- Remez (Hint), 2012 / Couleur / 16 min, Adi Bar Yossef (Israël)
- Snapshot, 2012 / Couleur / 12 min, Cesar Salmeron (Australie)
- Zimmer 606 (Chambre 606 / Room 606), 2012 / Couleur / 15 min, Peter Volkart (Suisse)

## Compétition mondiale des premières œuvres
- A La Deriva (adrift), 2012 / Couleur / 65 Min, Fernando Pacheco (Argentine)
- B.a. Pass, 2012 / Couleur / 95 Min, Ajay Bahl (Inde)
- Boucherie Halal (halal Butcher Shop), 2012 / Couleur / 85 Min, Babek Aliassa (Canada)
- Casadentro, 2012 / Couleur / 87 Min, Joanna Lombardi (Pérou)
- Close Quarters, 2011 / Couleur / 88 Min, Jack C. Newell (USA)
- Grand Comme Le Baobab (tall As The Baobab Tree), 2012 / Couleur / 82 Min, Jeremy Teicher (senégal - Usa)
- Hatred (boghz), 2012 / Couleur / 84 Min, Reza Dormishian (Iran)
- Into The Dark (inn I Mørket), 2012 / Couleur / 85 Min, Thomas Wangsmo (Norvège)
- La Cerise Sur Le Gâteau (cherry On The Cake), 2012 / Couleur / 85 Min, Laura Morante (France - Italie)
- Latitude 52 (lao Shao Qia), 2012 / Couleur / 97 Min, Degena Yun, Leon Du (Chine)
- Metamorphosis, 2012 / Couleur / 106 Min, Chris Swanton (Royaume-Uni)
- my Beautiful Country (die Brücke Am Ibar), 2012 / Couleur / 88 Min, Michaela Kezele (Allemagne - Croatie - Serbie)
- Shifting The Blame (schuld Sind Immer Die Anderen), 2012 / Couleur / 93 Min, Lars-gunnar Lotz (Allemagne)
- Soongava (dance Of The Orchids), 2012 / Couleur / 85 Min, Subarna Thapa (France - Népal)
- The Photograph (zdjecie), 2011 / Couleur / 82 Min, Maciej Adamek (Allemagne - Hongrie - Pologne)
- The Samurai That Night (sono Yoru No Samurai), 2012 / Couleur / 119 Min, Masaaki Akahori (Japon)
- The Talk (razgovor), 2011 / Couleur / 80 Min, Sergey Komarov (Russie)
- Welcome Home, 2012 / Couleur / 73 Min, Tom Heene (Belgique)

## Hors concours
- 7 Días En La Habana  (7 Jours À La Havane), 2012   (Espagne - France)
- À L'aveugle  (blind Man), 2011   (France)
- Admiral Yamamoto  (yamamoto Isoroku), 2011   (Japon)
- Battle For Ukraine, 2012   (Russie - Suisse - Ukraine)
- Cornouaille, 2012   (France)
- El Taaib  (le Repenti), 2012   (Algérie - France)
- Grupo 7  (unit 7), 2011   (Espagne)
- Home For The Weekend  (was Bleibt), 2012   (Allemagne)
- Je Me Suis Fait Tout Petit  (low Profile), 2012   (France)
- La Lapidation De Saint Étienne  (the Stoning Of Saint Stephen), 2012   (Espagne - France)
- La Mer À L'aube  (calm At Sea), 2011   (Allemagne - France)
- La Moglie Del Sarto  (the Tailor's Wife), 2011   (Italie)
- La Noche De Enfrente  (into The Night), 2012   (Chili - France)
- La Voz Dormida, 2011   (Espagne)
- Liv & Ingmar, 2012   (Norvège)
- Magnifica Presenza, 2012   (Italie)
- Million Dollar Crocodile, Chine, 2012 de Lisheng Lin
- Rehén De Ilusiones  (hostage Of An Illusion), 2011   (Argentine)
- Reunion  (itai), 2012   (Japon)
- Rushlights, 2012   (usa)
- The Exam  (a Vizsga), 2011   (Hongrie)
- The Floating Castle  (nobou No Shiro), 2011   (Japon)
- The Foster Boy  (der Verdingbub), 2011   (Suisse)
- The Words, 2011   (USA)
- Un Bonheur N'arrive Jamais Seul  (happiness Never Comes Alone), 2012   (France* White Deer Plain  (bai Lu Yuan), 2011   (Chine)
- White Tiger  (beliy Tigr), 2012   (Russie)
- With You, Without You  (oba Nathuwa Oba Ekka), 2012   (inde - Sri Lanka)

## Regards sur les cinémas du monde
- Âme maternelle, Vietnam, 2011 de Nhue Giang Pham
- The Brother, Chine, 2012 de An Zhanjun